# Edpercivalia thomasoni
Edpercivalia thomasoni is een schietmot uit de familie Hydrobiosidae. De soort komt voor in het Australaziatisch gebied.